# Steve McLendon
Stephen Craine McLendon (Ozark, 3 gennaio 1986) è un giocatore di football americano statunitense che milita nel ruolo di nose tackle per i Tampa Bay Buccaneers della National Football League (NFL).

## Carriera

### Pittsburgh Steelers
Dopo non essere stato scelto nel Draft, il 27 aprile 2009 McLendon firmò con i Pittsburgh Steelers. Vi giocò fino al 2015 arrivando a disputare il Super Bowl XLV nel 2011, perso contro i Green Bay Packers. 

### New York Jets
Il 16 marzo 2016, McLendon firmò con i New York Jets un contratto triennale del valore di 12 milioni di dollari. Disputò la prima partita come titolare con la nuova squadra l'11 settembre 2016 pareggiando il proprio primato personale con 2 sack contro i Cincinnati Bengals.
Il 14 marzo 2019, McLendon rifirmò con i Jets. Il 12 ottobre 2019 firmò un nuovo contratto annuale.

### Tampa Bay Buccaneers
Il 18 ottobre 2020, McClendon e una scelta del settimo giro del 2023 furono scambiati con i Tampa Bay Buccaneers per una scelta del sesto giro del 2022.Il 7 febbraio 2021 scese in campo nel Super Bowl LV contro i Kansas City Chiefs campioni in carica nella vittoria per 31-9, conquistando il suo primo titolo.

## Palmarès
- Super Bowl : 1

Tampa Bay Buccaneers: LV
- American Football Conference Championship: 1

Pittsburgh Steelers: 2010
- National Football Conference Championship: 1

Tampa Bay Buccaneers: 2020